# Cairo skrald
Cairo skrald er en dokumentarfilm fra 2009 instrueret af Mikala Krogh efter manuskript af Steffen Kretz.

## Handling
Engang var der 12 millioner indbyggere i Cairo, og byen var ren. I dag er der anslået 20 millioner indbyggere, og skraldet hober sig op, helt bogstaveligt. Alle i byen har en mening om det, men ingen ved, hvad de skal gøre. En restauratør er ved at miste sine kunder, fordi fortovet uden for hans restaurant er dækket af skrald. I såkaldte skraldebyer opretholder beboerne livet ved at sortere affald, som de altid har gjort, med et utal af sundhedsskadelige følger. Byen har udliciteret affaldshåndteringen til et italiensk firma, som skal få bugt med problemet, og som også underviser beboerne i bedre vaner. Det er ikke så ligetil i en af verdens største byer. Serien »Cities on Speed« består af fire danske dokumentarfilm, som sætter fokus på det 21. århundredes megabyer. Filmene tegner et fascinerende og tankevækkende portræt af fremtidens byer, hvor udviklingen for længst har overhalet planlægningen.